# Berthe Fiévet
Pour les articles homonymes, voir Fievet.
Berthe Fiévet, née le 9 avril 1930  à Heuchin (Pas-de-Calais) et morte à Dun-sur-Auron le 6 septembre 1999, est une psychiatre et une femme politique française.

## Biographie
Fille d’un peintre et d’une modiste, après le lycée à Arras, Berthe Fiévet poursuit des études à la faculté de Médecine à Lille puis en psychiatrie. 
Elle est assistante du docteur Masson au service psychiatrique de la « colonie » de Dun-sur-Auron, un système de familles d'accueil des patients psychiatriques de la région parisienne.
Attachée à cette institution, elle y poursuit sa carrière psychiatrique tout en s'engageant en politique. Elle est dirigeante de la fédération socialiste du Cher et conseillère municipale de Dun sur Auron à partir de 1972. 
Elle passe psychiatre-chef en 1975.
En 1978, elle est candidate aux élections législatives, investie par le parti socialiste dans la troisième circonscription du Cher.
En 1981, elle se présente à nouveau et est élue députée pour la circonscription de Saint-Amand-Montrond, jusqu'en 1986.
Elle est également maire de Dun sur Auron de 1983 à 1989. 
Elle prend sa retraite en 1995.
Berthe Fiévet meurt en 1999. Elle est enterrée dans le cimetière de Dun-sur-Auron, parmi le carré des malades regroupant les patients décédés de la "colonie familiale".

### Mandat parlementaire
- 21 juin 1981 - 1er avril 1986 : Députée socialiste de la 3e circonscription du Cher

### Mandats locaux
- Maire de Dun-sur-Auron (1983-1989).

## Hommages
Une place de Dun-sur-Auron porte son nom.